# Лютомир, князь Рашки
Лютомир або Любомир (? — після 1018) — літописний князь Рашки, сербський правитель кінця Х — початку ХІ століття.
Відомий як правитель Рашки під час анексії її Візантійською імперією, десь між 976—1043. Єдине згадування про нього збереглось у Хроніці священика Дукля, історичному літописі 1298—1300 рр.
В ньому сказано, що він був князем Рашки, який одружився з Боснійською князівною; у них народилася донька, яка вийшла заміж за Драгомира Дуклейського.
Згідно Дуклянським літописом, Лютомир був з роду Великого князя Рашки Тихоміла, та спадкоємцем князя Часлава.
За хронікою, Павлимир Бело засновник Дубровника, що згодом був оголошений королем, заявив свої права як нащадок сербської правлячої династії. Більшість князів підкорились йому, тільки Лютомир не послухався. Павлимир вступив у війну з Лютомиром, переміг у битві при річці Лім і змусив його втекти. Коли він втік до Ібору, його люди вбили, прагнучи завоювати прихильність короля.
Згідно з генеалогією Дукляніна, донька Лютомира була одружена з князем Драгомиром. Саме від цього шлюбу народився Стефан Воїслав, князь (архонт) Дуклі і Травунії.